# بخش مارکوس خوارز
بخش مارکوس خوارز (به اسپانیایی: Departamento Marcos Juárez) یک منطقهٔ مسکونی در آرژانتین است که در استان کوردوبا، آرژانتین واقع شده‌است. بخش مارکوس خوارز ۹٬۴۹۰ کیلومتر مربع مساحت و ۹۹٬۷۶۱ نفر جمعیت دارد.